# 남악중학교
남악중학교(南岳中學校)는 대한민국 전라남도 무안군 삼향읍 남악리에 있는 공립 중학교이다.

## 학교 연혁
- 2007년 12월 31일 : 남악중학교 설립 인가(21학급)
- 2008년 3월 1일 : 남악중학교 개교
- 2008년 3월 1일 : 초대 채용복 교장 부임
- 2008년 3월 3일 : 2008학년도 입학식(6학급, 174명)
- 2009년 2월 12일 : 제1회 졸업 20명 (총 20명)
- 2025년 2월 7일 : 제17회 졸업 255명(총 3,769명)
- 2025년 3월 1일 : 제9대 박종옥 교장 부임
- 2025년 3월 4일 : 2025학년도 입학식(9학급 735명)

## 참고 자료
- 남악중학교 - 한국교육학술정보원 학교알리미